# Rhacognathus americanus
Rhacognathus americanus är en insektsart som beskrevs av Carl Stål 1870. Rhacognathus americanus ingår i släktet Rhacognathus och familjen bärfisar. Inga underarter finns listade i Catalogue of Life.